# Zahrádky
Zahrádky (deutsch Sachradka) ist eine Gemeinde mit 240 Einwohnern im Okres Jindřichův Hradec, Tschechien.

## Geographie

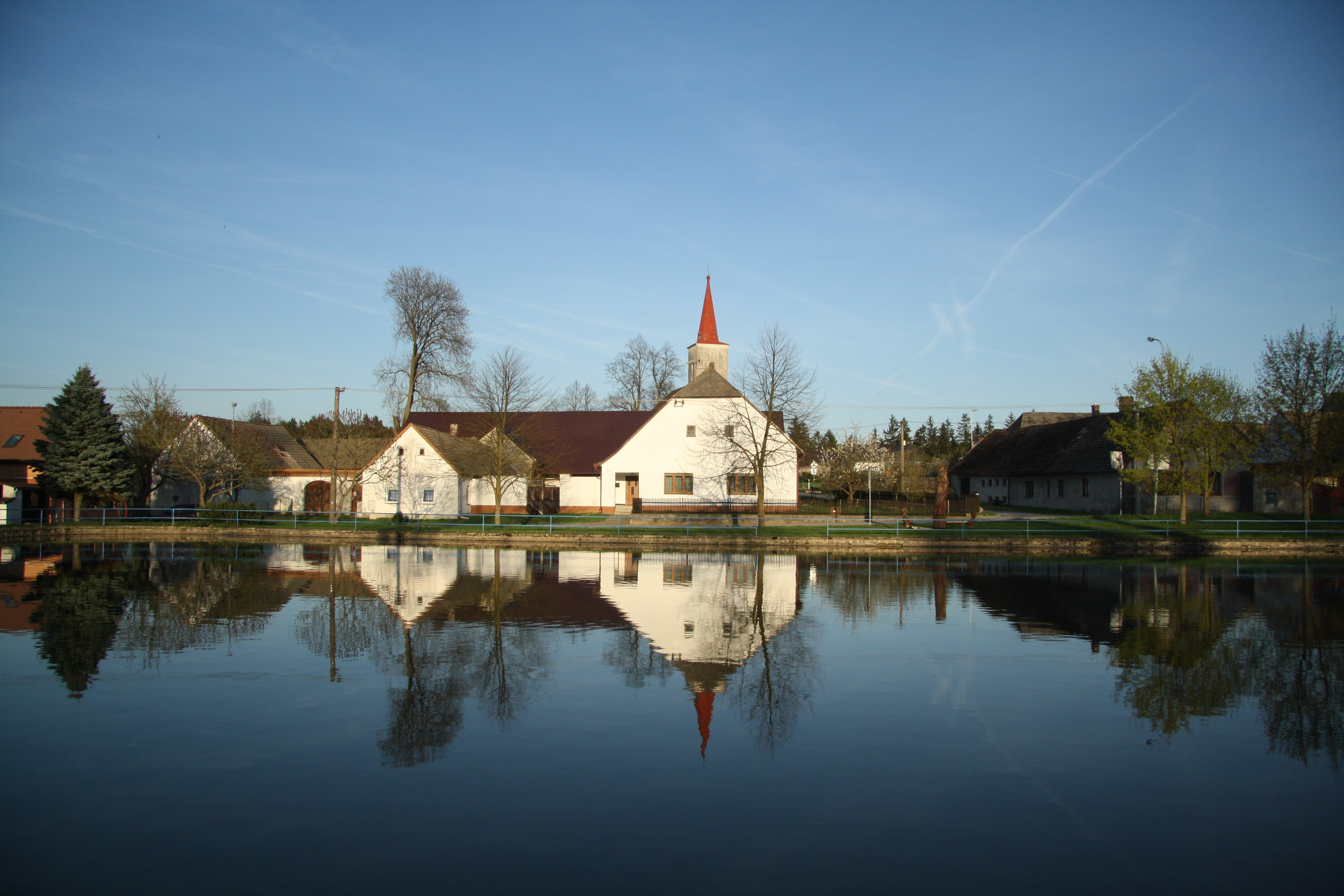
Zahrádky

Der Ort liegt vier Kilometer nordwestlich von Studená in 594 m ü. M. am Hamerský potok. Zahrádky lag an der historischen Grenze zwischen Böhmen und Mähren und heute liegt nördlich des Ortes am Olšanský rybník die Bezirksgrenze des Okres Jindřichův Hradec mit dem Okres Pelhřimov und Okres Jihlava, in der gleichzeitig die Regionen Vysočina und Südböhmen aneinandergrenzen.
Nachbarorte sind Horní Olešná, Doubrava und Panské Dubenky im Norden, Bořetín und Palupín im Südwesten, Horní Dvorce im Süden und Domašín im Osten.

## Geschichte
Die erste eindeutige Erwähnung von Zahrádky erfolgte 1353 in der Brünner Landtafel (Zemské desky brněnské). Besitzer waren zu dieser Zeit Bořek und Ctibor von Zahrádky. Von einer älteren Überlieferung aus dem Jahre 1292 wird angenommen, dass mit dem dort genannten Dorf Zahrádčici auch Zahrádky gemeint ist. Zudem wurde in einem Garten ein Behältnis aus der Zeit der slawischen Besiedlungsphase vorgefunden.
Seit dem 16. Jahrhundert war der Ort Teil der Herrschaft Neuhaus.

## Gemeindegliederung
Die Gemeinde Zahrádky besteht aus den Ortsteilen Horní Dvorce (Oberhöfen) und Zahrádky, die zugleich auch Katastralbezirke bilden.